# Schwanensee (1966)
Schwanensee ist ein deutsch-österreichisch-US-amerikanischer Ballettfilm aus dem Jahr 1966 von Truck Branss. Er zeigt eine Aufführung des Balletts der Wiener Staatsoper mit Rudolf Nurejew als Prinz Siegfried und Margot Fonteyn als Odile / Odette in den Hauptrollen. Ersterer besorgte auch die Choreografie auf die Musik von Pjotr Iljitsch Tschaikowski nach einem Libretto von Vladimir Beghitchew und Vasili Geletzer. Zu hören sind die Wiener Symphoniker unter der Leitung von John Lanchbery. Seine Premiere hatte der Film am  26. Dezember 1966 im Deutschen Fernsehen. In die Kinos kam er erst zwei Jahre später.

## Handlung
Eine ausführliche Schilderung der Handlung findet man in dem Artikel über das gleichnamige Ballett. Hier wird deshalb nur kurz auf die Handlung eingegangen: Erzählt wird das Märchen von einem Prinzen, der sich in eine verzauberte Prinzessin verliebt, sie dann zwar durch seine unbeirrbare Liebe befreien könnte, aber durch einen bösen Zauberer zunächst getäuscht und schließlich ertränkt wird. Die Fabel ist dabei sehr sparsam, nur eine knappe Stütze für die illustrierende Musik und die reiche Möglichkeit, klassische Ballettkünste in farbenprächtigen Kostümen und Kulissen zu zelebrieren.

## Kritiken
Das Lexikon des internationalen Films bezeichnet den Streifen lapidar als eine „glänzend interpretierte Aufführung in der tragisch endenden Fassung“. Positiv urteilt auch der Evangelische Film-Beobachter: „Bunter Theaterzauber um eine Minihandlung mit faszinierenden Stars. Ein Film für Ballettfreunde aller Jahrgänge.“ Die staatliche Filmbewertungsstelle Wiesbaden erteilte dem Werk das Prädikat „wertvoll“.